# Петрякова Фаїна Сергіївна

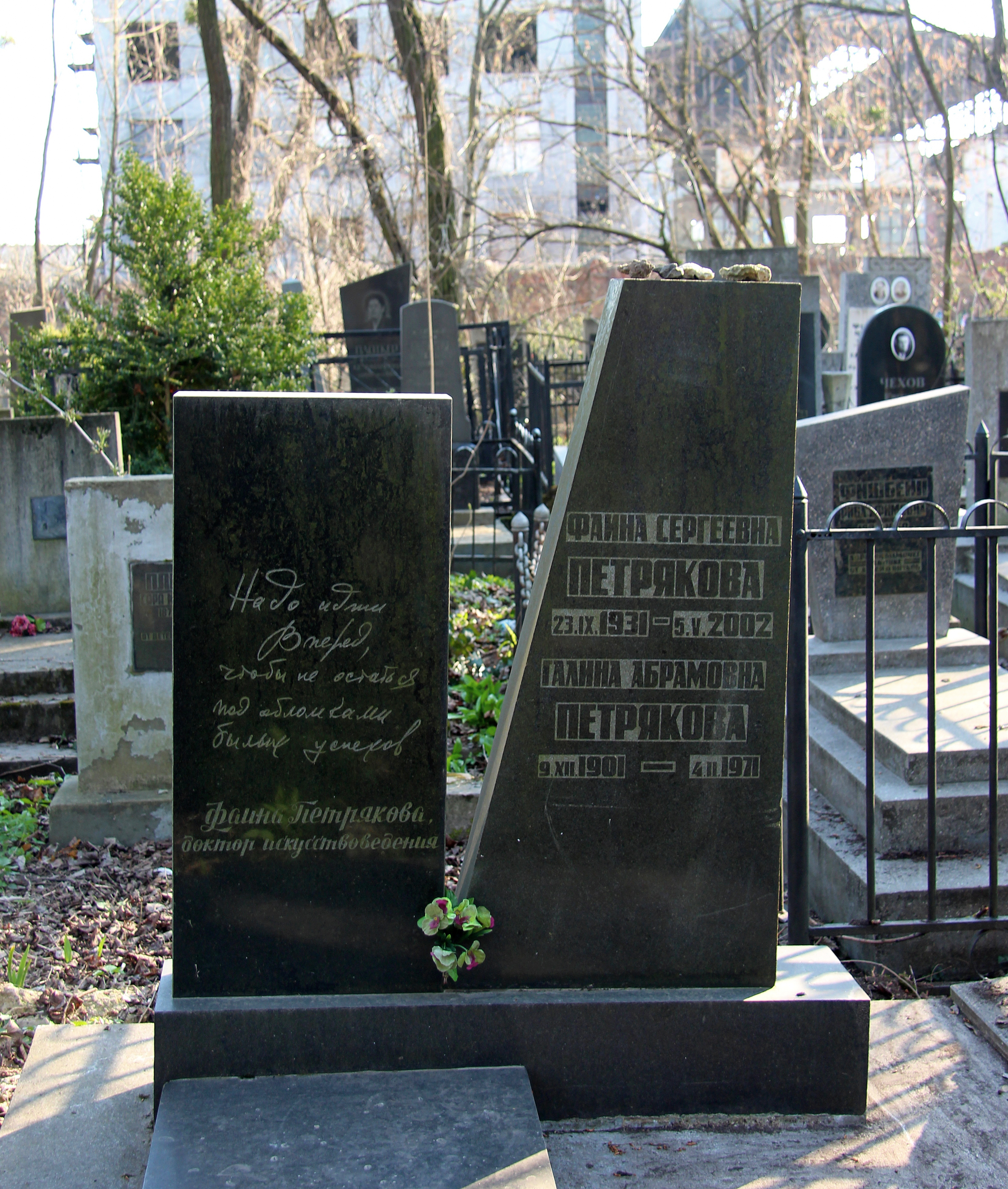

Фаїна Сергіївна приблизно в 23 роки. Особистий архів ФС Петрякової із квартири-музею ФС Петрякової

Фаї́на Сергі́ївна Петряко́ва  (нар. 23 вересня 1931 — пом. 5 червня 2002) — український науковець, доктор мистецтвознавства, професор, дослідниця української порцеляни й гути.

## Біографічні відомості
Володіла німецькою, польською, трохи французькою мовами. Відбула подорожі до Індії, Єгипту, Йорданії, Ізраїлю, по Європі. Була безпартійною.
Була членом союзної та республіканської рад з художнього скла, членом художньої ради львівської фірми «Райдуга».
До кінця життя проживала у Львові, на вул. Менделеєва 14. Після того, як Фаїна Петрякова несподівано пішла з життя у 2002 році, в її помешканні у 2009 році було створено квартиру-музей Ф. С. Петрякової а також Науковий центр Іудаїки та Єврейського мистецтва ім. Ф. Петрякової у 2005 році. У 2012 почала руйнуватися квартира-музей Фаїни Петрякової, бо над нею будують мансарду.
Фаїну Петрякову поховали  на Янівському цвинтарі.

## Наукова кар'єра

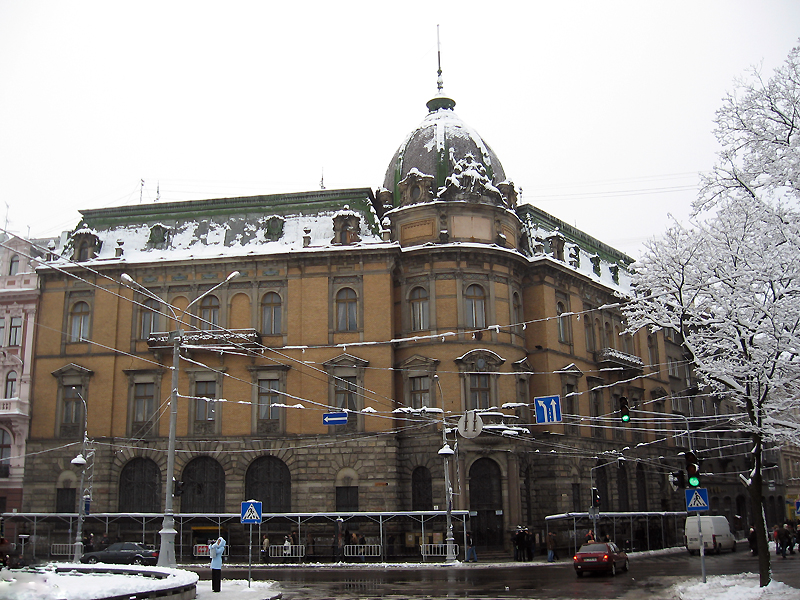
Музей етнографії Інституту народознавства

Випускниця філологічного факультету Львівського державного університеті ім. І. Франка, мистецтвознавчого відділення Ленінградського інституту живопису, скульптури й архітектури ім. І. Рєпіна, аспірантури Московського науково-дослідного інституту художньої промисловості.
Захистила кандидатську дисертацію «Українське гутне скло» (1974).
У 1963–1975 рр. — молодший науковий співробітник, а після захисту дисертації — старший науковий співробітник.
Доктор мистецтвознавства (1993), професор Львівської академії мистецтв.
Доцент кафедри скла Львівської Академії мистецтв, професор Інституту народознавства, завідувач фондів Львівського музею етнографії і художнього промислу.

## Дослідження юдаїки
Двадцять років праці присвятила підготовці енциклопедії-довідника «Юдаїка в музейних збірках України» та «Зведеного ілюстрованого наукового каталогу юдаїки». Брала участь у підготовці виставок «Єврейське традиційне мистецтво XVII — початку ХХ ст.» із колекції діяча єврейської культури в Галичині Максиміліана Гольдштейна, що зберігаються у музейних фондах Львова — Львів (1990), Київ (1991), Краків (1993), Тель-Авів (1994).
Петрякова відкрила багаті поклади юдаїки — в зі збірок львівського колекціонера Максиміліана Гольдштейна, що потрапили до фондів пізнішого Музею етнографії та художнього промислу ще на початку 40-х років (самого колекціонера знищили під час німецької окупації). Так виникла першокласна фахово підготована виставка юдаїки, що експонувалася у Львові, в інших містах України, в Польщі, в Ізраїлі.

## Друковані праці
Видала численні монографії та альбоми, серед яких:
- «Українське гутне скло» (1975)
- «Сучасне українське художнє скло» (1980)
- «Украинский художественный фарфор (конец XVI — начало XX ст.» (1985)

## Дослідження творчості
Спадщина Петрякової — це історія окремих видів українського мистецтва. Нарис про її життя і творчість написав Ярослав Дашкевич. Ось короткий витяг з нього:
"Фаїна була особою, популярною в колах науковців-мистецтвознавців,
музейників, митців. Популярною не лише через екстравагантність в одязі,
в поведінці з емоційними жестами та виразною мімікою, але перш за все
через свої знання, критицизм, влучне слово.
З Фаїною Петряковою я був знайомий понад тридцять років, відтоді, коли
ми одночасно були працівниками Державного музею етнографії та художнього
промислу — академіч-ного або неакадемічного (бо підпорядкування музею
мінялося). Це були 1967–1972 роки. Якраз у 1967 р. вона закінчувала
заочний курс навчання в Ленінградському інституті живопису, скульптури й
архітектури ім. І. Рєпіна, отримуючи спеціальність мистецтвознавця. I в
цьому ж році починала заочну аспірантуру в Московському
науково-дослідному інституті художньої промисловості. (Ще раніше, після
навчання у Львівському державному університеті ім. І. Франка в 1949–1954
рр. — на російському відділенні філологічного факультету — вона
працювала за здобутою спеціальністю протягом 1954–1957 рр. у
Сокальському педагогічному училищі до моменту його ліквідації).
Ф. Петрякова була охоронцем двох музейних фондів — скла і порцеляни, з
якими познайомила також мене. Пізніше стала творцем блискучої експозиції
з цих двох ділянок прикладного мистецтва у приміщенні для відкритих
фондів музею.
Мала у своєму науковому багажі кілька серйозних статей та поволі
видряпувалася на науковий Олімп. Мала доброго керівника та опікуна — доктора мистецтвознавства Павла Жолтовського, відомого українського
вченого зі складним репресивним минулим. Думаю, саме він навчив її не
лише методики наукової праці, але й глибокого розуміння мистецтва в усіх
його проявах та в безмежній різноманітності.
Петрякова була наполеглива і вперта. Після захисту кандидатської
«Украинское гутное стекло» (1974 р.) перспективи росту для неї трохи
поширилися, хоча й не дуже — вона була безпартійною. Якщо у 1963–1975
рр. була молодшим науковим співробітником, а після цього стала старшим,
то й перетворення музею на складову частину Львівського відділення
Інституту мистецтвознавства, фольклору й етнографії ім. М. Рильського
(1962 р.) з пізнішою реорганізацією (вже в незалежній Україні) на
окремий Інститут народознавства, тепер Національної Академії наук
України, мало що змінило в її службовому статусі. Ситуація лишилася без
помітних змін, коли вона стала навіть доктором мистецтвознавства (1993
р.), професором Львівської академії мистецтв.
Але поступово зростала кількість та якість наукових публікацій, тематика
яких йшла спершу проторованим шляхом: порцеляна і скло, українське скло і
українська порцеляна. Понад двадцять років рідко відхилялася від цієї
лінії досліджень. Таким чином, на полицях бібліотек та на столах
книгарень з'являлися її монографії та альбоми: «Українське гутне скло»
(К., 1975), «Сучасне українське художнє скло» (К., 1980), «Украинский
художественный фарфор (конец XVI — начало XX ст.» (К., 1985). У планах
були ще праці, деякі з них фундаментального характеру(наприклад,
каталог експонатів з порцеляни в усіх музеях України), а під кінець життя
кількість наукових публікацій, тих вагоміших, перейшла дві сотні.
Скло вона любила — і її вважали добрим спеціалістом у цій ділянці. Стала
членом союзної та республіканської рад з художнього скла, членом
художньої ради львівської фірми «Райдуга». З цим склозаводом її єднали
міцні стосунки, вона виступала за високу мистецьку якість її виробів,
цілком практично опікувалася багатим музеєм фірми. Тому боляче пережила
приватизацію (чи, швидше, ліквідацію в її первинній якості) заводу в
2001 р., робила все можливе, щоб зберегти від розбазарення унікальний
музей «Райдуги», в якому були прекрасні взірці високого прикладного
мистецтва, зокрема індивідуального склодувного, українського та
позаукраїнського. 
Уже наприкінці 1960-х років з'явився ще один захоплюючий (саме так, бо
цією ділянкою мистецтвознавства у т. зв. радянський період в Україні
офіційно займатися не було можна) об'єкт досліджень — єврейське
мистецтво в Україні. Як до цього дійшло? Може, варто цього торкнутися
докладніше, щоб намалювати психологічний портрет вченого радянського
часу.
Фаїна Петрякова народилася 23 вересня 1931 р. у місті Старому Бихові,
тепер це Білорусь. (Уже пізніше від мене вона довідалася, що в середині
XVII ст. це місто-порт на Дніпрі було джерелом конфлікту між Литовським
великим князівством, козацькою Українською державою, яка захопила Старий
Бихів після тривалої облоги, та Московським великим князівством — воно
вимагало цей стратегічний пункт для себе). Батько, Сергій Олександрович,
росіянин, був кадровим офіцером Генерального штабу в Москві, війну
перебув на Карельському фронті. Мати, Галина Абрамівна, єврейка, була
медичною сестрою. Наприкінці 1945 р. полковника Петрякова скерували до
Львова, де він деякий час був військовим комендантом міста. Йому,
принаймні при виході у відставку, належалося генеральське звання (це за
розповіддю Фаїни), але його він не отримав через те, що мав жінку
єврейку. Це була перша відверта зустріч малої Фаїни з політикою
державного антисемітизму. Пов'язаний з цим комплекс залишився у Ф.
Петрякової на ціле життя, хоча трохи злагіднився наприкінці 80-х та в 90-х
роках минулого століття.
Фаїну притягало дослідження єврейського мистецтва в Україні, але лише в
кінці 80-х вона відкрито почала займатися цією тематикою. Хочу
признатися, що моя дружина Людмила та я відіграли в цьому певну роль.
Саме ми познайомили Петрякову з групою єврейських науковців у Москві
(Рашід Капланов, Ігор Крупник, Марк Куповецький), що гуртувалися біля
Соціологічного товариства СРСР та етнографічної секції Всесоюзного
географічного товариства. Фаїна переконалася, що єврейською темою можна
займатися, не побоюючись переслідувань — принаймні в Москві.
У цьому сенсі 90-ті роки (вже після здобуття Україною незалежності) були
для Ф. Петрякової дуже плідними. Вона відкрила багаті поклади юдаїки — в, основному зі збірок львівського колекціонера Максиміліана Гольдштейна,
що потрапили до фондів пізнішого Музею етнографії та художнього промислу
ще на початку 40-х років (самого колекціонера знищили під час німецької
окупації). Так виникла першокласна фахово підготована виставка юдаїки,
що експонувалася у Львові, в інших містах України, в Польщі, в Ізраїлі.
Петрякова була дуже обурена, коли в Ізраїлі фіктивні чи правдиві, але
далекі «спадкоємці» Гольдштейна намагалися не допустити до повернення
виставки до Львова. Вона вважала (цілком слушно), що Україну не можна
позбавляти єврейського культурного минулого.
Її полонила постать Максиміліана Гольдштейна, збирача, дослідника,
мецената, видатного діяча єврейської культури в Галичині, жертовна праця
якого в ділянці збереження решток специфічного єврейського
маломістечкового побуту здобула ще перед Другою світовою війною визнання
українських мистецтвознавців, наприклад, Іларіона Свенціцького.
Підготовці монографії про М. Гольдштейна вона присвятила багато років
наполегливої праці, заким передала її до видавництва. Треба мати надію,
що львівський «Центр Європи» (такою є назва видавництва) видасть цю
книжку в такому вигляді, в якому хотіла побачити її автор.
Дуже багато надій пов'язувала Фаїна з каталогом юдаїки з львівських
музеїв, над яким вона працювала буквально до останніх днів. Два розділи
каталога (експонати Музею історії релігії та Львівського історичного
музею) вже були готові. Вони залишилися в рукопису. Постає риторичне
запитання: хто продовжить цю працю?
Ф. Петрякова була особистістю дуже своєрідною та одночасно не
позбавленою багатьох позитивних рис. У неї було неординарне мислення,
завдяки якому вміла доходити парадоксальних висновків, помічаючи такі
сторони — зокрема, в мистецьких творах,- що звичайно іншим не впадали у
вічі. Ця парадоксальність допомагала їй складати власні анекдоти,
сентенції, якими вона ділилася в колі приятелів. Високу ерудицію вона
здобула не лише з літератури (вододіла німецькою, польською, трохи
французькою), але й під час практичної праці в музейних фондах. Її
подорожі — до Індії, Єгипту, Йорданії, Ізраїлю, довкола Європи — мали
також мистецтвознавчий аспект. Тому й була добрим
експертом-мистецтвознавцем широкого діапазону.
Вона була дуже неспокійною у своїх планах, у пошуках для їхньої
реалізації. У поєднанні з працьовитістю та високою працездатністю це
виливалося в намаганні охопити у своїх працях усе, до найменших деталей.
Тому стала пострахом редакторів і видавців: до, здавалося б, остаточно
завершених праць вона багато разів вносила виправлення, доповнення,
додатки. Та свого вона наполегливо добивалася.
За принциповість її і любили, і не любили. У неї було не лише знання,
але й критичне ставлення до праць, особливо дисертаційних. Вона вимагала
науковості, не терпіла безфактажної поверхової фразеології. Ця її риса
проявлялася не лише стосовно дисертацій, але й наукових та
псевдонаукових праць, пам'ятників, різних художніх проектів.
Принциповість у поєднанні з гострим язиком зробили їй і кілька ворогів у ні з гострим язиком зробили їй і кілька ворогів у
мистецтвознавчому середовищі. Тому не все в її планах і намірах
розвивалося плавно і гладко.
Після Фаїни залишився в неї дома великий науковий архів, який чекав на
впорядкування та коректне використання тими, хто продовжуватиме тематику
її досліджень. Під час останніх наших зустрічей (вона часто заходила до
мене, до Львівського відділення Інституту української археографії та
джерелознавства ім. М. Грушевського, щоб поділитися своїми здобутками,
планами, порадитися або поскаржитися на обставини), зустрічей, що
проходили в якійсь меланхолійній атмосфері — вона немов передчувала свій
трагічний відхід з життя внаслідок т. зв. медичної помилки — Фаїна не
раз говорила про те, щоб після неї в її помешканні виник Центр вивчення
порцеляни і скла України та галицької юдаїки. Якщо цей її заповіт
здійсниться, то, може, дійде до справжнього дослідницького симбіозу двох
національних культур, для яких багато зробила своєю науковою творчістю
Фаїна Петрякова".

## Архів, фонди, музей
Залишила великий персональний архів, експонати якого заповідала музеєві, що мав бути створений на її пам'ять.